# Церковь Святого Павла (Галле)
Церковь Святого Павла (нем. Pauluskirche) — протестантская (евангелическая) церковь в немецком городе Галле, земля Саксония-Анхальт. Кирпичное здание, поставленное на 10-метровую насыпь из порфирового камня, находится в центре района начала XX века Paulusviertel (получившего своё название от этой церкви), на площади Rathenauplatz, образованной восемью сходящимися улицами — лучами. Расположение церкви на возвышении и широкая лестница из 62 ступеней, ведущая к главному входу, придают небольшому по площади зданию монументальность и основательность.
Неоготическая церковь, вдохновлённая формами северогерманских кирпичных готических храмов, спроектирована архитекторами Оскаром Хоссфельдом, Рихардом Шульце и Иоганном Мацем; окна и интерьеры — Августом Откеном. Она имеет в плане форму греческого креста с алтарём в его северной части. Над средокрестием — высокая и мощная пирамидальная башня высотой 60 метров, увенчанная крестом с флюгером в форме петушка и окружённая четырьмя стройными цилиндрическими башенками.
Закладка церковного здания состоялась 22 октября 1900 года, в день рождения императрицы Августы Виктории. Августа Виктория внесла немалый финансовый вклад в строительство и почтила своим присутствием освящение церкви 6 сентября 1903 года. Во время первой и второй мировых войн церковь потеряла свои колокола и медную крышу, три новых колокола повесили в 1956 году. Неоготический интерьер церкви в значительной степени сохранился, однако подлинные фрески Августа Откена была закрашены в 1970-х годах и частично воссозданы лишь к столетию церкви (2003).